# Jules Bernard Luys

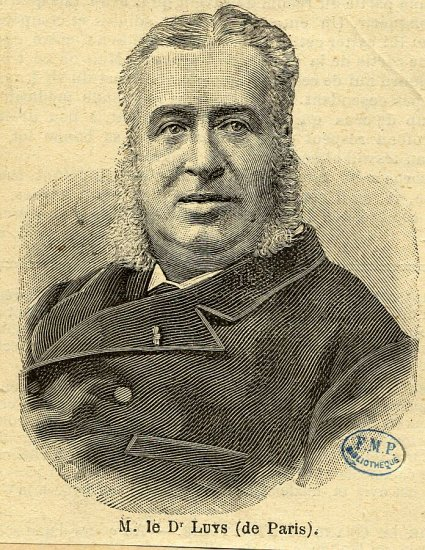
Jules Bernard Luys

Jules Bernard Luys (ur. 17 sierpnia 1828 w Paryżu, zm. 21 sierpnia 1897 w Divonne-les-Bains) – francuski neurolog, autor wielu odkryć na polu neuroanatomii i neuropsychiatrii.
Doktorem medycyny został w 1857. W swojej karierze zajmował się przede wszystkim anatomią, patologią i fizjologią ośrodkowego układu nerwowego. W 1865 opublikował rozprawę na temat anatomii ośrodkowego układu nerwowego, której towarzyszył atlas mózgowia zawierający odręcznie malowane plansze. W dziele tym Luys jako pierwszy opisał strukturę zwaną dziś jądrem niskowzgórzowym, jako bandelette accessoire des olives supérieures (pasmo dodatkowe oliwek górnych) i uznał je za ośrodek przekazujący bodźce z móżdżku do prążkowia. Luys określił też szlaki łączące jądro niskowzgórzowe z gałką bladą i jądro niskowzgórzowe z korą mózgową.
W uznaniu pierwszeństwa odkrycia Luysa, Auguste Forel wprowadził do medycyny termin ciała Luysa (corpus Luysii) na określenie jądra niskowzgórzowego, używany niekiedy i dziś.

## Wybrane prace
- Recherches sur le système cérébro-spinal, sa structure, ses fonctions et ses maladies Paris: J.-B. Baillière, 1865
- Iconographie photographique des centres nerveux. Paris: J.-B. Baillière, 1873